# Eridano Bazzarelli
Eridano Bazzarelli (Milano, 10 dicembre 1921 – Lucca, 8 aprile 2013) è stato un traduttore e slavista italiano.

## Biografia
Nato a Milano, durante la seconda guerra mondiale fu internato nel Campo di concentramento di Mauthausen-Gusen. Terminato il conflitto, nel 1947 si laureò all'Università degli Studi di Milano in Lettere, con una tesi di glottologia concentrata sulla storia delle declinazioni slave. Il suo relatore fu Vittore Pisani. Suoi maestri furono gli insigni slavisti italiani Ettore Lo Gatto, Giovanni Maver e Leone Pacini Savoj. Si interessò poi alla letteratura russa, divenendo docente di Lingua e Letteratura russa all'Università di Milano, ruolo che ricoprì per quasi un trentennio; si occupò prevalentemente di poesia, traducendo e scrivendo saggi e articoli. All'inizio degli anni Settanta è stato fra i primi a far conoscere in Italia le opere dei critici letterari Viktor Vinogradov e Jurij Lotman.
Nel 1990 gli è stato assegnato il Premio Grinzane Cavour per la traduzione. Fu inoltre uno dei fondatori del Sodalizio glottologico milanese, nonché membro effettivo dell'Istituto Lombardo, Accademia di Scienze e Lettere.
È stato insignito, nel 2000, della laurea honoris causa dell'Accademia delle Scienze di Mosca.

## Opere

### Curatele
- Tutte le opere narrative e il teatro di Nikolaj Gogol, Milano, Mursia, 1959
- Tutte le opere narrative e il teatro di Lev Tolstoj, Milano, Mursia, 1960
- Tutte le opere di Fëdor Dostoevskij, Milano, Mursia, 1962
- Tutte le opere di A.P. Cechov, Milano, Mursia, 1963-1974
- Mosca, Leningrado, Odessa, Jalta, Milano, Mursia, 1966
- AA. VV. - Storia d'Italia. Milano, Teti, 1979.
- Lev N. Tolstoj - La sonata a Kreutzer. Milano, Rizzoli, 1980
- Anton Čechov, Racconti, Milano, Rizzoli, 1985
- Lev Tolstoj, Primi racconti, Milano, Mursia, 1985
- Čyngyz Ajtmatov, Addio, Gulsary, Milano, Mursia, 1988
- Aleksandr Sergeevič Puškin, Opere, Milano, Mondadori, 1990 (con Giovanna Spendel)
- Ivan Turgenev, Memorie di un cacciatore, Milano, Rizzoli, 1991
- Aleksandr Sergeevič Puškin, La donna di picche, Milano, Mondadori, 1990 (con Giovanna Spendel)

### Saggi
- L'impero del sole: la civiltà degli Incas. Milano, La Fonte,  1956
- La poesia di Innokentij Annenskij, Milano, Murisa, 1965
- Centouno capolavori delle letterature slave, Milano, Bompiani, 1967
- Aleksander Blok: l'armonia e il caos nel suo mondo poetico, Milano, Mursia, 1968
- Invito alla lettura di Michail Bulgakov, Milano, Mursia, 1976
- Invito alla lettura di Aleksandr Blok, Milano, Mursia, 1986
- Scritti italiani su N. Roerich, Rubbettino, 1993 (con altri)

### Traduzioni
- Vladimir Tendriakov - L'estraneo. Roma, 1956
- Henryk Sienkiewicz, Quo vadis?, Milano, Mondadori, 1953 (con Maria Czubek Grassi)
- Vladimir Dmitrievič Dudincev, Non di solo pane, Milano-Roma, Avanti, 1957
- Problemi del lavoro in U.R.S.S.: Una rassegna della stampa sindacale, Milano, Feltrinelli, 1958 (con Giuseppe Longo)
- Fëdor Ivanovič Tjutčev, Poesie, Milano, Mursia, 1959 (anche curatela)
- Aleksandr Sergeevič Puškin, Eugenio Onegin, Milano, Rizzoli, 1960
- Lev Tolstoj, Anna Karenina, Milano, Mursia, 1960
- Lev Tolstoj, Racconti e novelle, 1852-1886, Milano, Mursia, 1960
- Lev Tolstoj, Resurrezione - Ultimi racconti, 1889-1910, Milano, Mursia, 1960
- Lev Tolstoj, Teatro; Scritti autobiografici, Milano, Mursia, 1960
- Anton Čechov, Opere varie, Milano, Mursia, 1962 (anche curatela)
- Anton Čechov, Tutto il teatro, Milano, Mursia, 1962 (anche curatela)
- Anton Čechov, Caccia tragica, Milano, Mursia, 1963 (anche curatela)
- Fëdor Dostoevskij, Delitto e castigo, Milano, Mursia, 1963 (anche curatela)
- Anton Čechov, Primi racconti (1880-1885), Milano, Mursia, 1969 (anche curatela)
- Anton Čechov, Racconti e novelle (1888-1903), Milano, Mursia, 1963 (anche curatela)
- Fëdor Dostoevskij, I fratelli Karamazov, Torino, UTET, 1969 (anche curatela)
- Jurij Lotman, La struttura del testo poetico, Milano, Mursia, 1972 (anche curatela)
- Michail Afanas'evič Bulgakov, Appunti sui polsini, Roma, Editori Riuniti, 1974 (anche curatela)
- Lev Tolstoj, Guerra e Pace, Novara, Epidem, 1974
- Nikolaj Gogol', Il cappotto, Milano, Rizzoli, 1980
- Anna Andreevna Achmatova, Le rose di Modigliani, Milano, Il saggiatore, 1982 (anche curatela)
- Viktor Vinogradov, Stilistia e poetica, Milano, Mursia, 1972 (con Anna Maria Carpi; anche curatela)
- Aleksandr Blok, La fidanzata di lillà: Lettere a Ljuba, Roma, Editori Riuniti, 1981
- Michail Jur'evič Lermontov, Il demone, Milano, Rizzoli, 1990
- Il canto dell'impresa di Igor', Milano, Rizzoli, 1991
- Lev Tolstoj, Il prigioniero nel Caucaso; Tre morti, Milano, Rizzoli, 1995
- Aleksandr Blok, I Dodici; gli sciti; la patria, Milano, Rizzoli, 1998
- Sergej Esenin, Poesie e poemetti (con collaborazione di Ruf Chlodovskij e Margarita Sosnizkaja), Milano, Rizzoli, 2000
- Aleksandr Nikolaevič Afanas'ev, Fiabe russe, Milano, Rizzoli (con Emanuela Guercetti ed Erica Klein), 2000